# Mohsen Forouzan
Mohsen Forouzan (persiano محسن فروزان; Rasht, 3 maggio 1988) è un calciatore iraniano, portiere del Tractor Sazi e della Nazionale iraniana.

## Carriera

### Club
Ha sempre giocato nel campionato iraniano.

### Nazionale
Ha esordito in Nazionale nel 2012, venendo convocato per la Coppa d'Asia 2015.